# Eadsige
Eadsige (... – 28 ottobre 1050) è stato un arcivescovo anglosassone, venerato come santo dalla Chiesa cattolica.

## Biografia
Religioso al seguito di Canuto il Grande, divenne monaco a Canterbury nel 1030 per volere del re. Cinque anni più tardi divenne vescovo suffraganeo e coadiutore di Ethelnoth, a cui succedette nel 1038 come arcivescovo di Canterbury. Due anni più tardi si recò a Roma per ricevere il pallio da Benedetto IX.
Il 3 aprile 1043 incoronò Edoardo il Confessore e tre anni prima, forse, aveva incoronato il suo predecessore Canuto II d'Inghilterra. Nel 1044 si ritirò dall'arcidiocesi per motivi di salute, consacrando temporaneamente Siward, abate di Abingdon, in sua vece; quando lo stesso Siward si ammalò, Eadsige tornò all'arcidiocesi nel 1048. In qualità di arcivescovo di Canterbury, fu anche alto sceriffo del Kent. Morì nell'ottobre 1050 o poco dopo.

## Successione apostolica
La successione apostolica è:
- Vescovo Siward (1044)